# Chrysophyllum rufum
Chrysophyllum rufum är en tvåhjärtbladig växtart som beskrevs av Carl Friedrich Philipp von Martius. Chrysophyllum rufum ingår i släktet Chrysophyllum och familjen Sapotaceae. Inga underarter finns listade i Catalogue of Life.